# Hopedale (Ohio)
Hopedale es una villa ubicada en el condado de Harrison en el estado estadounidense de Ohio. En el Censo de 2010 tenía una población de 950 habitantes y una densidad poblacional de 328,08 personas por km².

## Geografía
Hopedale se encuentra ubicada en las coordenadas 40°19′36″N 80°53′44″O / 40.32667, -80.89556. Según la Oficina del Censo de los Estados Unidos, Hopedale tiene una superficie total de 2.9 km², de la cual 2.89 km² corresponden a tierra firme y (0.09%) 0 km² es agua.

## Demografía
Según el censo de 2010, había 950 personas residiendo en Hopedale. La densidad de población era de 328,08 hab./km². De los 950 habitantes, Hopedale estaba compuesto por el 97.05% blancos, el 0.84% eran afroamericanos, el 0.32% eran amerindios, el 0.32% eran asiáticos, el 0% eran isleños del Pacífico, el 0% eran de otras razas y el 1.47% pertenecían a dos o más razas. Del total de la población el 0.53% eran hispanos o latinos de cualquier raza.